# پناهگاه حیات وحش کنگو
پناهگاه حیات وحش کنگو (به لاتین: Caño Negro Wildlife Refuge) یک منطقهٔ مسکونی در کاستاریکا است که در استان آلاخوئلا واقع شده‌است.